# Museo y Monumento de los 26 Mártires

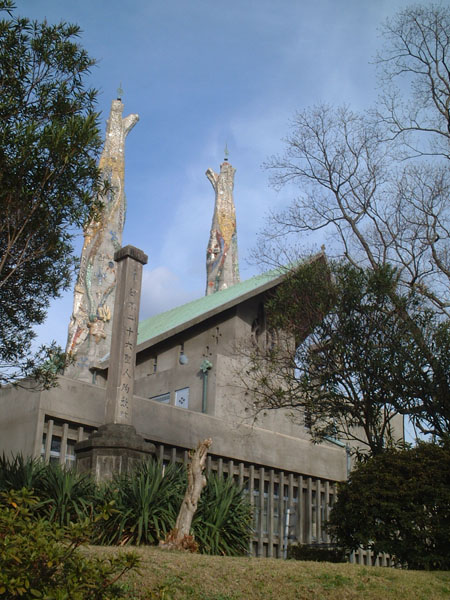

El Museo y Monumento de los 26 Mártires, ubicado en la colina Nishizaka, de Nagasaki, Japón, se inauguraron en junio de 1962 para conmemorar el centenario de la canonización de los 26 mártires de Japón ejecutados por crucifixión en ese sitio el 5 de febrero de 1597; ellos eran entre clérigos y laicos una mezcla de nativos cristianos japoneses y sacerdotes europeos (20 japoneses, 4 españoles, 1 mexicano y 1 indio) los cuales fueron arrestados en Kioto y Osaka por orden de Toyotomi Hideyoshi, el gobernante nacional, por practicar el cristianismo católico. Ellos fueron forzados a marchar sobre la nieve hasta Nagasaki para que su ejecución sirviera como escarmiento a esa gran población cristiana. Fueron atados a 26 cruces con cadenas y cuerdas siendo lanceados para morir frente a una multitud en esa colina. San Pablo Miki predicó a la muchedumbre desde su cruz.
El mayor tema inherente en ambos el museo y monumento es "El camino a Nagasaki" simbolizado no solamente por el trayecto físico a esa ciudad sino también por el espíritu cristiano de los mártires. La colección del museo incluye importantes artículos históricos de Japón y Europa (como las cartas originales del sacerdote jesuita San Francisco Javier) así como modernos trabajos artísticos sobre el periodo cristiano en Japón. Las exhibiciones muestran cronológicamente tres periodos: la propagación cristiana, los martirios y la persistencia de la cristiandad clandestina durante la persecución.    
Las exhibiciones incluyen ejemplos de "fumie" o imágenes para pisarlas. Cada año entre 1629 a 1857 los residentes de Nagasaki fueron forzados a participar en un ritual de pisar imágenes de bronce de Cristo y la Virgen María para demostrar que no eran cristianos, de lo contrario eran lanzados al volcán monte Unzen. También hay imágenes de la Virgen bajo la vestidura de santos budistas como Miroku y Kannon, Bodhisatvas a la que los Kakure Kirishitan (cristianos ocultos) rezaban. El altar de los mártires fue hecho como un monumento a las personas que perdieron sus vidas allí. La imagen de una ciruela en flor en el centro del altar fue escogida porque las ciruelas florecen en febrero, el mes del martirio de los 26 santos que son conmemorados el 6 de febrero. 